# Rhodiola bouffordii
Rhodiola bouffordii är en fetbladsväxtart som beskrevs av Hideaki Ohba. Rhodiola bouffordii ingår i släktet rosenrötter, och familjen fetbladsväxter. Inga underarter finns listade i Catalogue of Life.